# Doxocopa beckeri
Doxocopa beckeri är en fjärilsart som beskrevs av William Chapman Hewitson 1854. Doxocopa beckeri ingår i släktet Doxocopa och familjen praktfjärilar. Inga underarter finns listade i Catalogue of Life.